# John Richardson (attore)
John M. Richardson (Worthing, 19 gennaio 1934 – Londra, 5 gennaio 2021) è stato un attore britannico, maggiormente attivo nel cinema italiano.

## Biografia
Cominciò la carriera d'attore in patria alla fine degli anni cinquanta, riscuotendo un certo successo col film Un milione di anni fa (1966) di Don Chaffey e grazie ad altre pellicole dalla celebre casa di produzione inglese Hammer, tra cui La dea della città perduta (1969) di Robert Day.
Nel contempo iniziò ad apparire anche in film italiani, tra cui l'horror La maschera del demonio (1960) di Mario Bava, a cui seguirono, tra gli altri, Anna, quel particolare piacere (1973) di Giuliano Carnimeo, I corpi presentano tracce di violenza carnale (1973) di Sergio Martino, L'anatra all'arancia (1975) di Luciano Salce, fino ai più recenti Scuola di ladri - Parte seconda (1987) e La chiesa (1989) di Michele Soavi.
Morì il 5 gennaio 2021 per complicazioni da COVID-19.

## Vita privata
Quale collezionista di automobili, si racconta che non di rado ne pretendeva una per partecipare ad un film.
Abbandonate definitivamente le scene all'inizio degli anni novanta, si dedicò ad un'altra passione, la fotografia.
Fu sposato con l'attrice giamaicana Martine Beswick.

## Filmografia
- Uno straniero a Cambridge (Bachelor of Hearts), regia di Wolf Rilla (1958)
- The Heart of a Man, regia di Herbert Wilcox (1959)
- Amsterdam operazione diamanti (Operation Amsterdam), regia di Michael McCarthy (1959)
- I 39 scalini (The 39 Steps), regia di Ralph Thomas (1959) (non accreditato)
- La maschera del demonio, regia di Mario Bava (1960)
- I pirati di Tortuga (Pirates of Tortuga), regia di Robert D. Webb (1961)
- Tenera è la notte (Tender Is the Night), regia di Henry King (1962) (non accreditato)
- Lord Jim, regia di Richard Brooks (1965) (non accreditato)
- La dea della città perduta (She), regia di Robert Day (1965)
- Un milione di anni fa (One Million Years B.C.), regia di Don Chaffey (1966)
- Gringo, getta il fucile!, regia di Joaquín Luis Romero Marchent (1966)
- John il bastardo, regia di Armando Crispino (1967)
- Violenza per una monaca, regia di Julio Buchs (1967)
- La cintura di castità, regia di Pasquale Festa Campanile (1967)
- La donna venuta dal passato (The Vengeance of She), regia di Cliff Owen (1968)
- Execution, regia di Domenico Paolella (1968)
- Candidato per un assassinio, regia di José María Elorrieta (1969)
- L'amica delle 5 ½ (On a Clear Day You Can See Forever), regia di Vincente Minnelli (1970)
- Frankenstein '80, regia di Mario Mancini (1972)
- I corpi presentano tracce di violenza carnale, regia di Sergio Martino (1973)
- Anna, quel particolare piacere, regia di Giuliano Carnimeo (1973)
- L'albero dalle foglie rosa, regia di Armando Nannuzzi (1974)
- La bellissima estate, regia di Sergio Martino (1974)
- L'anatra all'arancia, regia di Luciano Salce (1975)
- Gatti rossi in un labirinto di vetro, regia di Umberto Lenzi (1975)
- Il vizio ha le calze nere, regia di Tano Cimarosa (1975)
- 4 minuti per 4 miliardi, regia di Gianni Siragusa (1976)
- Canne mozze, regia di Mario Imperoli (1977)
- Anno zero - Guerra nello spazio, regia di Alfonso Brescia (1977)
- Nove ospiti per un delitto, regia di Ferdinando Baldi (1977)
- Cosmo 2000 - Battaglie negli spazi stellari, regia di Alfonso Brescia (1978)
- Paradiso blu, regia di Joe D'Amato (1980)
- Febbre a 40!, regia di Marius Mattei (1980)
- Murder Obsession (Follia omicida), regia di Riccardo Freda (1981)
- Scuola di ladri - Parte seconda, regia di Neri Parenti (1987)
- La chiesa, regia di Michele Soavi (1989)
- Milner, regia di John Strickland – film TV (1994)

## Doppiatori italiani
- Sergio Graziani in John il bastardo, I corpi presentano tracce di violenza carnale
- Pino Colizzi in L'amica delle 5 ½, 4 minuti per 4 miliardi
- Giuseppe Rinaldi in La maschera del demonio
- Pino Locchi in Gringo, getta il fucile!
- Nando Gazzolo in La cintura di castità
- Cesare Barbetti in Anna, quel particolare piacere
- Massimo Turci in Gatti rossi in un labirinto di vetro
- Gianni Marzocchi in L'anatra all'arancia
- Natalino Libralesso e Manlio Guardabassi in Execution
- Sandro Sardone in Scuola di ladri - Parte seconda
- Gigi Pirarba in Frankenstein '80
- Michele Kalamera in Cosmo 2000 - Battaglie negli spazi stellari
- Elio Zamuto in Il vizio ha le calze nere